# Crouseilles
Crouseilles é uma comuna francesa na região administrativa da Nova Aquitânia, no departamento dos Pirenéus Atlânticos. Estende-se por uma área de 8 km². Em 2010 a comuna tinha 123 habitantes (densidade: 15,4 hab./km²).